# جورج كولتشار
جورج كولتشار (بالإنجليزية: George Kulcsar)‏ (8 ديسمبر 1967 ببودابست في المجر - ) هو لاعب كرة قدم أسترالي في مركز الدفاع. شارك مع منتخب أستراليا لكرة القدم. أما مع النوادي، فقد لعب مع برادفورد سيتي ورويال أنتويرب وكوينز بارك رينجرز ونادي كانبيرا سيتي ونادي هوم يونايتد وسانت جورج ساينتس ‏.

## وصلات خارجية
- جورج كولتشار على موقع قاعدة بيانات كرة القدم.إي يو (الإنجليزية)